# Ris (Puy-de-Dôme)
Ris település Franciaországban, Puy-de-Dôme megyében. Lakosainak száma 735 fő (2022. január 1.). Ris Arronnes, Busset, Mariol, Châteldon, Lachaux, Limons, Mons és Puy-Guillaume községekkel határos.

## Népesség
A település népessége az elmúlt években az alábbi módon változott:
| Lakosok száma | 782  | 791  | 792  | 765  | 748  | 747  | 739  | 729  | 735  |
|               | 2013 | 2015 | 2016 | 2017 | 2018 | 2019 | 2020 | 2021 | 2022 |